# Hueso corto

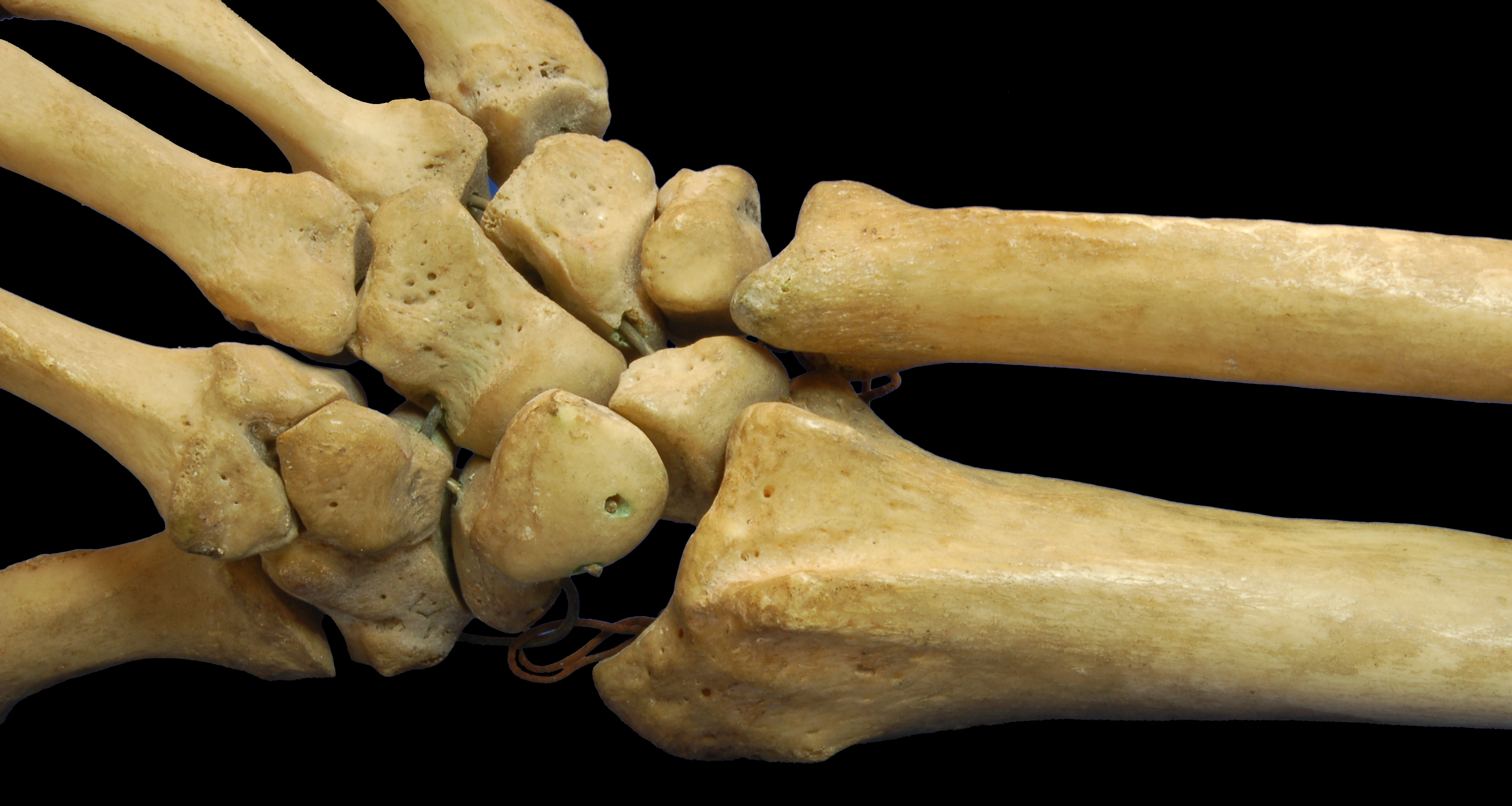
Huesos cortos del carpo (centro de la imagen).

Se llaman huesos cortos a aquellos en los que no predomina la longitud ni la anchura, sino que las tres dimensiones parecen prácticamente iguales. 

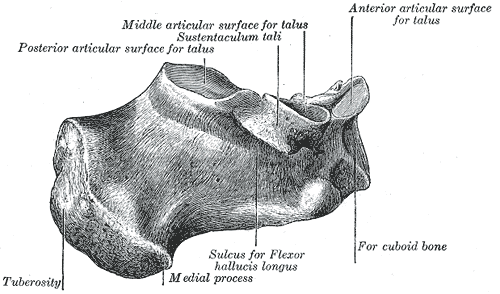
Calcáneo, hueso corto del tarso.

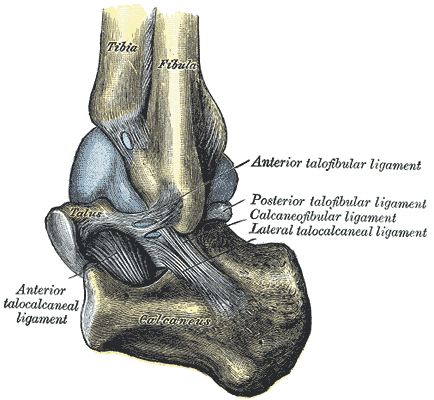
Calcáneo, superficie áspera lateral externa, que sirve para dar inserción a ligamentos, en el tarso humano.

Los huesos cortos ocupan regiones en donde la variedad de movimientos debe compaginarse con la solidez, como es el caso del tarso o el carpo donde se encuentran especialmente. Tienen las formas más variadas pero predomina en ellos la sección cúbica por lo que se les suele dividir en seis caras. Algunas de estas caras presentan grandes eminencias y depresiones y también perforaciones que les taladran por completo. 
Siempre se advierten en ellos dos partes diferentes, una lisa formada por carillas articulares, y otra por superficies ásperas, que sirven para prestar inserción a los tejidos fibrosos.

## Estructura

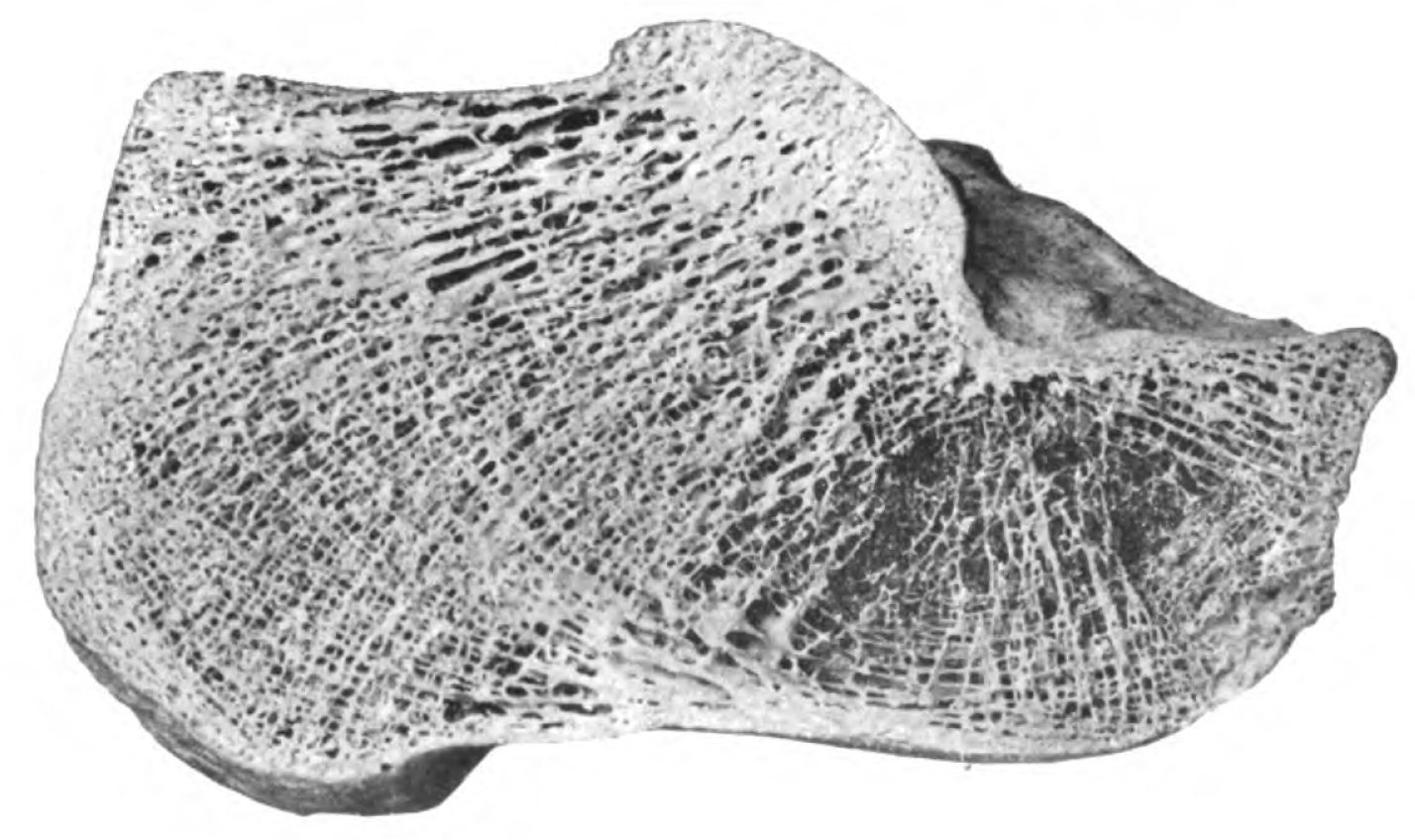
Estructura interna con trabéculas, del calcáneo.

Los huesos cortos están conformados por una cápsula de hueso compacto, con carillas articulares, que rodea una estructura de hueso esponjoso que presenta numerosas trabéculas.

Estas características hacen al hueso corto, ligero y voluminoso, al tiempo que apto para soportar y trasmitir las presiones de las superficies articulares.
Está compuesto por una red interconectada de placas y barras de hueso que reciben el nombre de trabéculas. 
Las trabéculas se desarrollan de acuerdo a las fuerzas que se aplican sobre su estructura. Los puntos de presión o torsión concentran uno de los extremos de las trabéculas. 
La densidad relativa, arquitectura y función del hueso, dependen de la magnitud de las cargas a las que está sometida.

Las imágenes muestran, que en regiones de bajos esfuerzos, se desarrollan estructuras de celdas abiertas, con bajas densidades relativas. Las estructuras con celdas cerradas de mayores densidades, se desarrollan en las regiones sometidas a altos esfuerzos.
El hueso está formado por una matriz orgánica compuesta principalmente por Colágeno#Colágeno tipo I y una matriz inorgánica mineralizada (cristales de hidroxiapatita y fosfato de calcio).

Las fibras de colágeno que forman el hueso son el resultado de la unión mediante enlaces cruzados de una triple hélice de cadenas de este material. Esta estructura le confiere al hueso su resistencia a la tracción en sentido longitudinal y es responsable en gran parte de la  elasticidad del mismo.

En el hueso trabecular, las células óseas osteoblastos osteocitos y osteoclastos, se sitúan entre lamelas o en la superficie de las trabéculas.

## Mecánica
El comportamiento biomecánico del hueso, resulta complejo por sus características de ser: heterogéneo, anisotrópico y viscoelástico.

Además de la masa del hueso, existen otros factores que influyen en la eficacia biomecánica, como son: la composición del tejido óseo y la estructura arquitectónica (macroscópica y microscópica), que se agrupan en el término de calidad ósea.

Se ha estimado que la cantidad ósea es responsable del 60-80% de la resistencia biomecánica del hueso, mientras que el 20-40% restante depende de la calidad ósea.
En un hueso humano un esfuerzo puede provocar una microfractura sin que el hueso se rompa completamente. Si este esfuerzo se repite durante varios ciclos consecutivos, la microfractura se propagará, provocando la ruptura total de la estructura.